# Караччоло, Диего Иннико
Диего Иннико Караччоло ди Мартина (итал. Diego Innico Caracciolo di Martina; 18 июля 1759, Мартина-Франка, Неаполитанское королевство — 24 января 1820, Неаполь, королевство обеих Сицилий) — итальянский куриальный кардинал и доктор обоих прав. Магистр Папской Палаты с 10 октября 1795 по 11 августа 1800. Камерленго Священной Коллегии кардиналов с 23 февраля 1801 по 29 марта 1802. Префект Священной конгрегации индульгенций и священных реликвий с 23 декабря 1801 по 14 декабря 1818. Префект Верховного Трибунала Апостольской Сигнатуры Справедливости с 14 декабря 1818 по 24 января 1820. Кардинал-священник с 11 августа 1800, с титулом церкви Сант-Агостино с 14 августа 1800 по 26 сентября 1814, in commendam с 26 сентября 1814 по 24 января 1820. Кардинал-епископ Палестрины с 26 сентября 1814 по 24 января 1820.